# 벤자민 버튼의 시간은 거꾸로 간다
《벤자민 버튼의 시간은 거꾸로 간다》(영어: The Curious Case of Benjamin Button)는 데이비드 핀쳐가 감독을 맡고 2008년에 개봉한 미국의 로맨틱 판타지 드라마 영화이다. 이야기 전개를 쓴 에릭 로스와 로빈 스위코드는 F. 스콧 피츠제럴드의 1922년 작품 《벤저민 버튼의 기이한 사건》을 약간의 바탕을 하였다. 브래드 피트는 나이를 거꾸로 먹는 사내로, 케이트 블란쳇은 그의 생애 전체의 애정 상대로서 출연했다.
2008년 12월 25일 북미에서 긍정적인 평가와 함께 개봉되었다. 아카데미 시상식에서 작품상, 데이비드 핀처의 감독상, 브래드 피트의 남우주연상, 타라지 P. 헨슨의 여우조연상등 모두 13개 부문 후보에 올랐으며, 이중에서 미술상, 분장상, 시각효과상 총 3개 부문을 수상했다.

## 줄거리
1918년 제1차 세계 대전 말 뉴올리언즈에 80세의 외모를 가진 벤자민 버튼이 태어난다. 부모에게 버려져 양로원에서 노인들과 함께 지내던 그는 시간이 지날수록 젊어진다.

## 출연
- 브래드 피트 - 벤자민 버튼 (성인), 캐롤라인의 생물학적 아버지
  - 로버트 타워스 - 벤자민 버튼 (성인의 모습)
  - 피터 도널드 바달라멘티 2세 (Peter Donald Badalamenti II) - 벤자민 버튼 (성인의 모습)
  - 톰 에버릿 - 벤자민 버튼 (성인의 모습)
  - 스펜서 다니엘스 - 벤자민 버튼 (12세 모습)
  - 챈들러 캔터베리 - 벤자민 버튼 (8세 모습)
  - 찰스 헨리 위슨 (Charles Henry Wyson) - 벤자민 버튼 (6세 모습)
- 케이트 블란쳇 - 데이지 퓰러 (성인)
  - 엘 패닝 - 데이지 퓰러 (7세)
  - 매디슨 비티 - 데이지 퓰러 (10세)
- 타라지 P. 헨슨 - 퀴니
- 줄리아 오먼드 - 캐롤라인 퓰러 (성인), 벤자민과 데이지의 딸
  - 캐타 훌스(Katta Hules) - 캐롤라인 퓰러 (12세)
  - 실로 졸리 피트 - 캐롤라인 퓰러 (2세)
- 제이슨 플레밍 - 토머스 버튼, 벤자민의 아버지
- 마허샬라 알리 - 티지 웨더스
- 재러드 해리스 - 마이크 클라크 선장
- 폰 A. 챔버스 - 도로시 베이커
- 엘리어스 코티스 - 가토, 데이지가 캐롤라인에게 이야기 해준 장님 시계 장인
- 에드 메츠거 - 시어도어 루스벨트
- 필리스 소머빌 - 퓰러 할머니
- 조시 스튜어트 - 플레전트 커티스
- 틸다 스윈턴 - 엘리자베스 애버트
- 비안카 시미넬로 - 데이지의 친구
- 람파이 모하디(Rampai Mohadi) - 응귄다 오티
- 랜스 E. 니콜스 - 전도사